# 김소웅
김소웅(한국 한자: 金邵雄, 1999년 6월 17일 ~ )은 대한민국의 축구선수이다. 포지션은 공격수이다.

## 클럽 경력
김소웅은 2018시즌을 앞두고 성남 FC로 콜업되면서 커리어를 시작했다.
2021시즌을 앞두고 K리그2의 경남 FC로 이적했다.
2021시즌 여름 이적시장을 통해 K3리그의 경주 한국수력원자력 축구단으로 임대 이적했다.